# ФК СКА Хабаровск
СКА Хабаровск е футболен клуб от град Хабаровск. В миналото е бил армейски отбор. Цветовете на екипите са синьо и бяло, а през годините са използвани червено и зелено.

## История
СКА е основан през 1946 от майор Алексей Хмелницкий. Първоначало отборът се казва ДКА (Дом на червената армия). Отборът се състезава с областните първенства. В шампионата на СССР участва за първи път през 60-те години. През 1979 и 1987 СКА побеждава във Втора Лига, а най-големият успех е 6-о място в Първа лига. През 1992 и 1993 СКА играят в Първа дивизия, докато не изпадат във Втора. През 1995 г. СКА е на крачка от изпадане в Руска трета лига, завършвайки 14-и.
От 1999 до 2016 г. тимът носи името СКА Енергия. През 1999 и 2000 СКА са втори във Втора дивизия, а през 2001 г. побеждава ФК Урал в баражите и се класира в Първа дивизия. През сезон 2012/13 отборът завръшва на 4 място в шампионата на ФНЛ и играе плейофи за класиране в Премиер лигата, но губи от ФК Ростов.
През 2016 г. отборът е преименуван на СКА-Хабаровск. През сезон 2016/17 се класира в Премиер лигата на Русия след победа срещу ФК Оренбург в плейофите.

## Известни играчи
- Владимир Астаповски
- Сергей Олшанский
- Виктор Файзулин
- Андрей Дикан
- Макдоналд Муканси
- Гоча Ходжава
- Отар Марстваладзе

## Български футболисти
- Венцислав Христов: 2017 - (12 мача - 2 гола)